# Nautilus
Nautilus (del griego ναυτίλος, "marinero") es un género de moluscos cefalópodos del que sobreviven hoy en día tres especies. Reciben el nombre común de nautilos, nombre que comparten con las especies del género Allonautilus, de las que difieren de manera significativa. Su origen se remonta al final del Cámbrico, este género se diversificó enormemente durante el Paleozoico superior y sus especies se fueron extinguiendo progresivamente y casi de forma total durante el Cenozoico. Es por eso que se considera al Nautilus un fósil viviente. 

## Especies
Se reconocen las siguientes:
- Nautilus belauensis Saunders, 1981. - Nautilo de Palaos.
- †Nautilus clarkanus Hall, 1858.
- †Nautilus cookanum Whitfield, 1892.
- Nautilus macromphalus Sowerby II, 1848. - Nautilo de ombligo.
- Nautilus pompilius Linnaeus, 1758. - Nautilo común, nautilo de cámara, nautilo nacarado.
  - Nautilus pompilius pompilius Linnaeus, 1758. - Nautilo emperador.
  - Nautilus pompilius suluensis Habe & Okutani, 1988. - Nautilo sulu.
- Nautilus samoaensis Barord, Combosch, Giribet, Landman, Lemer, Veloso & Ward, 2023.[1] - Nautilo de Samoa.
- Nautilus stenomphalus Linnaeus, 1758. - Nautilo de parche blanco
- Nautilus vanuatuensis Barord, Combosch, Giribet, Landman, Lemer, Veloso & Ward, 2023.[1] - Nautilo de Vanuatu.
- Nautilus vitiensis Barord, Combosch, Giribet, Landman, Lemer, Veloso & Ward, 2023.[1] - Nautilo de Viti Levu.